# Taking Chances
A Taking Chances Céline Dion kanadai énekesnő 2007. november 7-én megjelent angol nyelvű stúdióalbuma. Ez az énekesnő tizenharmadik angol nyelvű, összesen a negyvenötödik albuma.

## Háttér
A Taking Chances 2007. november 7-én jelent meg CD-n és DVD-n. CD formátumban világszerte 2007 novemberében jelent meg, Észak-Amerikában kiadtak továbbá egy gyűjtőknek szánt CD-t, DVD-t és parfümöt tartalmazó extra csomagot 2007 decemberében, Európában 2007. februárban, digitális verziója is elérhető volt az iTunes-on. 2008. április 21-én egy új deluxe formátum is megjelent Európában (Franciaországot kivéve), melyre az Immensité, a Map to My Heart és a Taking Chances (I-Soul remix) került rá bónuszként. Megjelenését követően az album vegyes kritikákat kapott.
Céline Dion sok producerrel dolgozott együtt az albumon, a dalok legtöbbjét a Las Vegas-i showk nyári szünetében vették föl. Az albumról négy kislemez készült. A Taking Chances volt az első, ezt 2009-ben az év kislemezeként jelöltek Juno-díjra, és az About.com-on is beszavazták a 20 legjobb popdal közé. 2010. október 28-ra a digitális kislemez 462 000 példányban adták el, és a Billboard Hot 100-as listán az 54. helyezésig sikerült feljutnia. A második kislemez az Eyes on Me 2008. január 7-én jelent meg az Egyesült Királyságban. A kritikusok Shakira dalaihoz hasonlították azt. A World to Believe In a harmadik kislemez, mely egy 2 CD-t és 3 DVD-t tartalmazó csomagban került a boltokba. A kislemez Japánban a 8. helyen debütált és 11 778 darab kelt el. Az Alone lett a negyedik kislemez, 2007 novemberében a brit albumlistán a 85. helyen mutatkozott be. 12 535 eladott példánnyal a U.S. Bubbling Under Hot 100 kislemez lista 24., és a kanadai Hot 100-as lista 57. helyére került. Svédországban 2007 decemberében hallhatták először a rádiókban a dalt. Következő hónapban be is került a svéd listákra, 52. helyet ért el.
2007. október-novemberben Céline Dion koncertkörútra indult az album népszerűsítésére Európában és az Egyesült Államokban. A Taking Chances Tour az énekesnő tizedik turnéja volt, és ez tekinthető Dion visszatérésének a több mint négy évig állandó helyszínen tartott A New Day… című Las Vegas-i showműsora után. A koncertek Afrikában, Ázsiában, Ausztráliában, Európában és Észak Amerikában kerültek megrendezésre. Becslések szerint 2008-ban 236,6 millió dolláros bevételt hozott a turné, mellyel az év legsikeresebb koncertkörútja volt. 2009-ben újabb 42,6 millió dolláros bevétellel összesen 279,2 millió lett a teljes bevétel. A Taking Chances Tour minden idők második legsikeresebb szólóénekes által tartott turné, és minden idők tizedik legsikeresebbje.

## Számlista
| #   | Cím                         | Szerző(k)                                     | Hossz |
| --- | --------------------------- | --------------------------------------------- | ----- |
| 1.  | Taking Chances              | Kara DioGuardi, Dave Stewart                  | 4:02  |
| 2.  | Alone                       | Billy Steinberg, Tom Kelly                    | 3:23  |
| 3.  | Eyes on Me                  | Kristian Lundin, Savan Kotecha, Delta Goodrem | 3:53  |
| 4.  | My Love                     | Linda Perry                                   | 4:08  |
| 5.  | Shadow of Love              | Anders Bagge, Aldo Nova, Peter Sjöström       | 4:10  |
| 6.  | Surprise Surprise           | DioGuardi, Martin Harrington, Ash Howes       | 5:14  |
| 7.  | This Time                   | David Hodges, Ben Moody, Steven McMorran      | 3:47  |
| 8.  | New Dawn                    | Perry                                         | 4:45  |
| 9.  | A Song for You              | Bagge, Nova, Robert Wells                     | 3:27  |
| 10. | A World to Believe In       | Tino Izzo, Rosanna Ciciola                    | 4:08  |
| 11. | Can't Fight the Feelin'     | Nova                                          | 3:51  |
| 12. | I Got Nothin' Left          | Ne-Yo, Charles Harmon                         | 4:20  |
| 13. | Right Next to the Right One | Tim Christensen                               | 4:10  |
| 14. | Fade Away                   | Peer Åström, David Stenmarck, Nova            | 3:17  |
| 15. | That's Just the Woman in Me | Kimberley Rew                                 | 4:33  |
| 16. | Skies of L.A.               | Christopher Stewart, The-Dream, Kuk Harrell   | 4:24  |

| 17. | Map to My Heart    | Guy Roche, Shelly Peiken               | 4:15 |
| 18. | The Reason I Go On | Christian Leuzzi, Nova, Anders Borgius | 3:42 |

| 17. | Immensité                              | Nina Bouraoui, Jacques Veneruso | 3:34 |
| 18. | Map to My Heart                        | Roche, Peiken                   | 4:15 |
| 19. | Taking Chances (I-Soul extended remix) | DioGuardi, Stewart              | 7:33 |

| 1. | Exclusive sneak preview from Live in Las Vegas - A New Day... |  |
| 2. | The Power of Love                                             |  |
| 3. | I Drove All Night                                             |  |
| 4. | I Surrender                                                   |  |
| 5. | I Wish                                                        |  |

| 1. | That's Just the Woman in Me |  |
| 2. | Alone                       |  |
| 3. | Eyes on Me                  |  |
| 4. | A Song for You              |  |
| 5. | Surprise Surprise           |  |
| 6. | A World to Believe In       |  |

| 1. | If You Asked Me To             | Diane Warren                                                      | 3:55 |
| 2. | The Power of Love              | Candy DeRouge, Gunther Mende, Mary Susan Applegate, Jennifer Rush | 5:43 |
| 3. | Because You Loved Me           | Warren                                                            | 4:35 |
| 4. | It's All Coming Back to Me Now | Jim Steinman                                                      | 7:37 |
| 5. | All by Myself                  | Eric Carmen, Sergei Rachmaninoff                                  | 5:12 |
| 6. | My Heart Will Go On            | James Horner, Will Jennings                                       | 4:41 |
| 7. | That’s the Way It Is           | Lundin, Max Martin, Andreas Carlsson                              | 4:03 |
| 8. | I Drove All Night              | Steinberg, Kelly                                                  | 4:00 |

## Megjelenés
| Ország     | Megjelenés dátuma  | Kiadó                  | Formátum         | Katalógusszám |
| ---------- | ------------------ | ---------------------- | ---------------- | ------------- |
| Japán      | 2007. november 7.  | Sony Music Japan, Epic | CD               | EICP-875      |
| Europa     | 2007. november 9.  | Sony BMG, Columbia     | CD               | 88697081142   |
| Europa     | 2007. november 9.  | Sony BMG, Columbia     | CD/DVD           | 88697147842   |
| Ausztrália | 2007. november 10. | Sony BMG, Epic         | CD               | 88697081142   |
| Ausztrália | 2007. november 10. | Sony BMG, Epic         | CD/DVD           | 88697147842   |
| USA        | 2007. november 13. | Columbia               | CD               | 88697081142   |
| USA        | 2007. november 13. | Columbia               | CD/DVD           | 88697147842   |
| USA        | 2007. december 11. | Columbia               | CD/DVD/parfümmel | 88697147862   |
| Kanada     | 2007. november 13. | Sony BMG, Columbia     | CD               | 88697081142   |
| Kanada     | 2007. november 13. | Sony BMG, Columbia     | CD/DVD           | 88697147842   |
| Kanada     | 2007. december 11. | Sony BMG, Columbia     | CD/DVD/parfümmel | 88697147862   |
| Europa     | 2008. február 8.   | Sony BMG, Columbia     | CD/DVD/parfümmel | 88697147862   |

## Lista helyezések, lemezminősítések
| Lista                            | Legjobb helyezés |
| -------------------------------- | ---------------- |
| Argentin lemezlisták             | 4                |
| Ausztrál lemezlisták             | 12               |
| Osztrák lemezlisták              | 3                |
| Belga lemezlisták                | 7                |
| Vallóniai lemezlisták            | 3                |
| Kanadai lemezlisták              | 1                |
| Chilei lemezlisták               | 35               |
| Cseh lemezlisták                 | 17               |
| Dán lemezlisták                  | 2                |
| Holland lemezlisták              | 4                |
| Észt lemezlisták                 | 19               |
| Európai lemezlisták              | 1                |
| Finn lemezlisták                 | 13               |
| Francia lemezlisták              | 2                |
| Német lemezlisták                | 5                |
| Görög lemezlisták                | 10               |
| Görög nemzetközi lemezlisták     | 2                |
| Magyar lemezlisták               | 12               |
| Ír lemezlisták                   | 6                |
| Olasz lemezlisták                | 5                |
| Japán lemezlisták                | 6                |
| Japán nemzetközi lemezlisták     | 2                |
| Mexikói lemezlisták              | 40               |
| Új-Zélandi lemezlisták           | 4                |
| Norvég lemezlisták               | 7                |
| Lengyel lemezlisták              | 21               |
| Portugál lemezlisták             | 9                |
| Dél-Afrikai lemezlisták          | 1                |
| Spanyol lemezlisták              | 8                |
| Svéd lemezlisták                 | 8                |
| Svájci lemezlisták               | 1                |
| Brit lemezlisták                 | 5                |
| US Billboard 200                 | 3                |
| US Billboard Top Internet Albums | 1                |

| Ország        | Minősítés  |
| ------------- | ---------- |
| Ausztrália    | Platina    |
| Ausztria      | Arany      |
| Belgium]      | Arany      |
| Kanada        | 4x platina |
| Dánia         | Platina    |
| Franciaország | Arany      |
| Magyarország  | Arany      |
| Írország      | 2x platina |
| Japán]        | Arany      |
| Hollandia     | Arany      |
| Új-Zéland     | Arany      |
| Lengyelország | Arany      |
| Oroszország   | Arany      |
| Szingapúr     | Arany      |
| Spanyolország | Arany      |
| Svédország    | Arany      |
| Svájc         | Platina    |
| UK            | Platina    |
| USA           | Platina    |